# Sverre Harrfeldt
Sverre Olav Harrfeldt (ur. 23 listopada 1937 w Oslo) – norweski żużlowiec, występujący również na długim torze.

## Życiorys

### Kariera sportowa
Dwukrotny finalista indywidualnych mistrzostw świata (Londyn 1963 – VI miejsce i Göteborg 1966 – II miejsce). Finalista indywidualnym mistrzostw świata na długim torze (Malmö 1963 – XVIII miejsce).
Czterokrotnie złoty (1962, 1964–1966) i dwukrotnie srebrny medalista (1961 i 1963) indywidualnym mistrzostw Norwegii. Trzykrotny złoty medalista (1962–1963, 1966) indywidualnych mistrzostw Norwegii na długim torze.
Startował w lidze angielskiej w barwach klubów: West Ham Hammers (mistrzostwo w 1966 roku) oraz Wembley Lions.

### Życie prywatne
Brat Henry’ego Harrfeldta, również żużlowca.

## Przynależność klubowa
Wielka Brytania
- West Ham Hammers (1965–1968)
- West Ham Hammers (1970)
- Wembley Lions (1971)